# Mycetophila mikii
Mycetophila mikii är en tvåvingeart som beskrevs av Dziedzicki 1884. Mycetophila mikii ingår i släktet Mycetophila och familjen svampmyggor. Inga underarter finns listade i Catalogue of Life.